# 물개잡이
물개잡이 또는 물개 사냥(seal hunting)은 물개를 개인적으로 또는 상업적으로 사냥하는 행위를 말한다. 현재 물개 사냥은 캐나다, 덴마크(자치 지역인 그린란드에서만), 러시아, 미국(알래스카 북극권 내), 나미비아, 에스토니아, 노르웨이, 핀란드, 스웨덴 등 9개국에서 이루어지고 있다. 전 세계 물개 사냥의 대부분은 캐나다와 그린란드에서 발생한다.
캐나다에서는 수산해양부(DFO)가 물개 사냥을 규제한다. 이 기관은 허용 어획량(TAC)을 설정하고, 사냥을 모니터링하며, 물개 개체군을 연구하고, 캐나다 물개 사냥 협회(Canadian Sealers' Association)와 협력하여 사냥꾼들에게 새로운 규정에 대한 교육을 실시하며, 웹사이트와 대변인을 통해 물개 사냥을 홍보한다. DFO는 2007년 90,000마리 이상의 사냥 쿼터를 설정했고, 2008년에는 275,000마리, 2009년에는 280,000마리, 2010년에는 330,000마리로 증가했다. 그러나 실제 사냥된 숫자는 이보다 적었다. 2007년에는 82,800마리, 2008년에는 217,800마리, 2009년에는 72,400마리, 2010년에는 67,000마리가 사냥되었다.
북서 대서양의 하프 물개 개체군은 1960년대 후반 캐나다의 연간 평균 291,000마리 이상의 사냥으로 약 200만 마리로 감소했다. 이에 따라 환경 보호론자들은 사냥 속도 감소와 강력한 규제를 요구하며 하프 물개의 멸종을 막기 위한 조치를 촉구했다. 캐나다 정부는 1971년 쿼터 제도를 도입하며 이에 대응했다. 이 제도는 경쟁 기반으로 운영되었으며, 각 배가 사냥 시즌이 종료되기 전 가능한 많은 물개를 사냥할 수 있었다. 그러나 경쟁 요소로 인해 사냥꾼들이 규정을 무시할 가능성이 있다는 우려로, 하루 최대 400마리, 배당 최대 2,000마리로 제한하는 새로운 규정이 도입되었다.
그린란드에서는 사냥이 화기(소총 또는 산탄총)로 이루어지며, 어린 물개는 완전히 보호받는다. 이로 인해 물개 사냥을 하는 다른 국가들과 갈등이 발생하기도 했는데, 이는 그린란드 역시 물개 사냥을 반대하는 보이콧의 영향을 받았기 때문이다. 특히 이런 보이콧은 주로 곤봉이나 유사한 방법으로 사냥되는 어린 물개를 겨냥했지만, 그린란드에서는 이러한 방식이 사용되지 않았다. 캐나다에서는 신생 하프 물개(화이트코트)와 어린 후드 물개(블루백)를 사냥하는 것이 불법이다. 물개 새끼가 생후 12~14일경에 흰 솜털을 털갈이하기 시작하면 "래깃 재킷(ragged-jacket)"으로 불리며 상업적으로 사냥이 가능하다. 털갈이가 끝난 물개는 물살을 플리퍼로 치는 방식에서 유래하여 "비터(beater)"라고 불린다. 물개 사냥은 여전히 논란의 대상이며, 매년 상당한 언론 보도와 항의를 불러일으킨다. 과거 사냥의 이미지는 보존, 동물 복지 및 동물 권리 옹호자들에게 상징적인 이미지로 자리 잡았다. 2009년 러시아는 생후 1년 미만의 하프 물개 사냥을 금지했다.